# Policía Nacional de Panamá

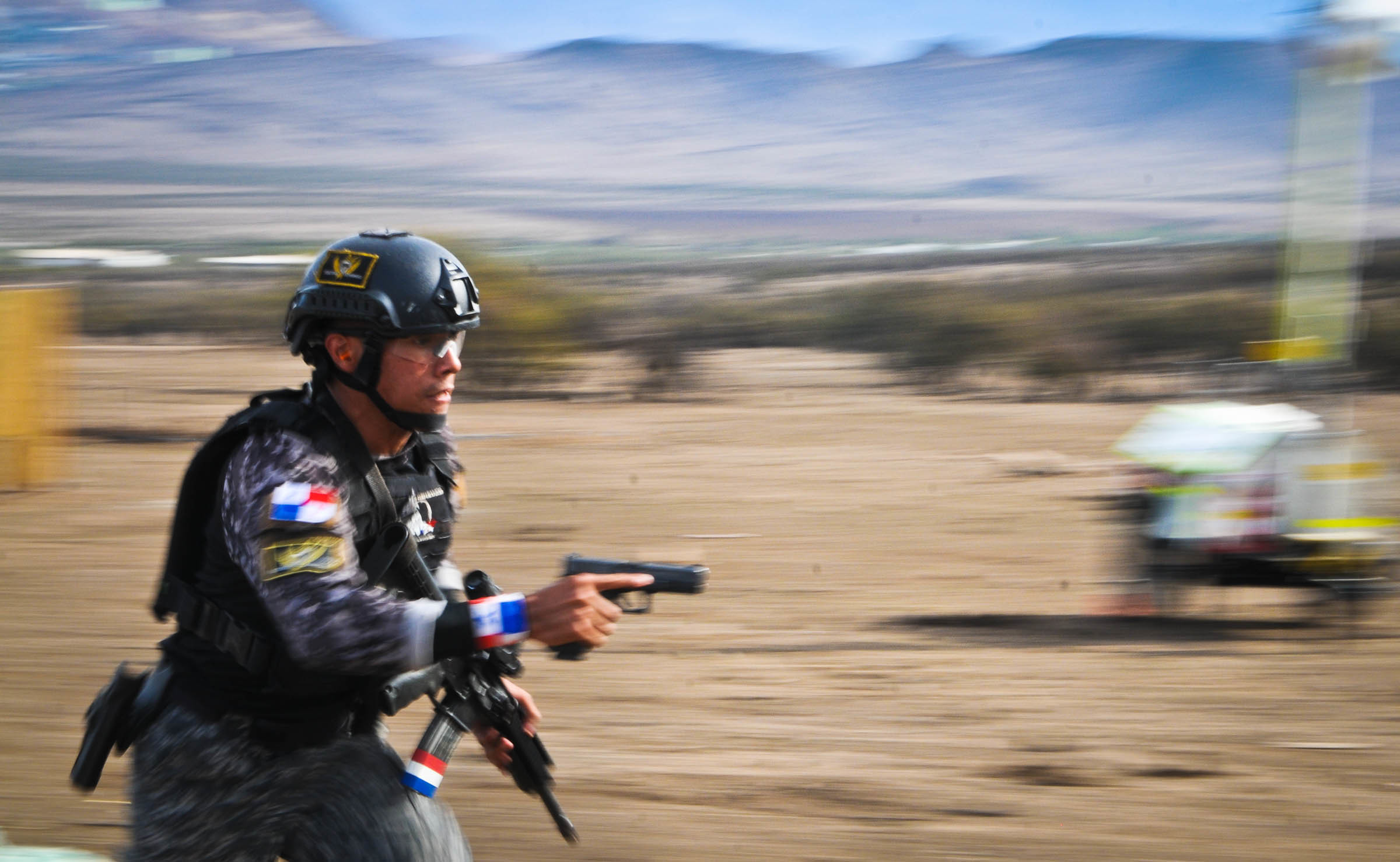
Unidad de la UFEC utilizando Glock 17 y M4A1

La Policía Nacional de Panamá es un cuerpo armado de naturaleza civil adscrito al Ministerio de Seguridad Pública de Panamá, encargado de mantener y garantizar el orden público a nivel nacional. Fue legalmente constituida mediante la Ley Orgánica N.º 18 del 3 de junio de 1997. La Policía Nacional de Panamá junto con el Servicio Nacional Aeronaval (SENAN), Servicio Nacional de Fronteras (SENAFRONT) y el Servicio de Protección Institucional (SPI) componen la Fuerza Pública de Panamá.
La institución está subordinada directamente al presidente de la República a través del Ministro de Seguridad Pública desde el año 2010, de misma forma la institución es asesorada permanente por la Policía Nacional de Colombia en cuanto a sus experiencias exitosas y doctrina policial.

## Historia

### Ejército Nacional de Panamá
Una de la causas principales de la inestabilidad política colombiana fue la intervención de las Fuerzas Armadas en las disputas políticas entre liberales y conservadores, y esto continuó cuando en 1904, un año después de la separación de Panamá de Colombia, se dio un conato de golpe de Estado por parte del Ejército Nacional de Panamá, dirigido por el general Esteban Huertas, obligando a su disolución por parte del gobierno panameño con el apoyo de Estados Unidos y creándose una policía totalmente desarmada denominada Cuerpo Nacional de Policía.
En 1935, el coronel Manuel Pino reestructuró totalmente la Policía Nacional, consiguiendo disciplinar al país y llegando incluso a lograr un presupuesto estatal para ésta.

### Guardia Nacional
En 1947 asume la jefatura el Coronel José Antonio Remón Cantera, quien posteriormente fue elegido Presidente de la República de Panamá y en su período se promulgó la ley N.º 44 de 28 de diciembre de 1953, que cambia a la Policía Nacional a Guardia Nacional, procediendo a estructurar un plan de modernización que incluía el envío de oficiales a especializarse fuera del país bajo el lema "Todo por La Patria".
El 11 de octubre de 1968 la Guardia Nacional protagonizó un golpe de Estado contra el gobierno del doctor Arnulfo Arias Madrid, siendo nombrado Comandante en Jefe al coronel Aristides M. Hassán; luego, asume el mando el general Omar Torrijos Herrera en calidad de jefe de Estado. Torrijos murió en un accidente aéreo en el cerro Marta en la provincia de Coclé el 31 de julio de 1981. Lo suceden en el cargo el coronel Florencio Flórez Aguilar, el general Rubén Darío Paredes Del Río, y el general Manuel Antonio Noriega.

### Fuerzas de Defensa de Panamá
Mediante la Ley 20 del 29 de septiembre de 1983 se crean las estructuras en las cuales se fundamentó la organización y el funcionamiento de las Fuerzas de Defensa de la República de Panamá.

### Fuerza Pública
Como resultado de la invasión norteamericana del 20 de diciembre de 1989, el nuevo gobierno panameño organizó la Fuerza Pública, se designó al cargo de jefe de la policía al coronel Roberto Armijo.
Con el fin de otorgarle fundamentos legales a la nueva organización policial se expidió el Decreto Ejecutivo N.º 38 del 10 de febrero de 1990, mediante el cual fue organizada la Fuerza Pública, en donde uno de sus componentes es la Policía Nacional. El Gobierno nombró como Director de la Fuerza Pública al coronel Eduardo Herrera Hassán, el cual más tarde es destituido bajo cargos de conspiración reemplazándolo el teniente coronel Fernando Quezada, quien a su vez fue destituido en octubre del mismo año, al entablar una discusión pública con el director de un diario. En su lugar fue nombrado Ebrahim Asvat.

### Policía Nacional de Panamá

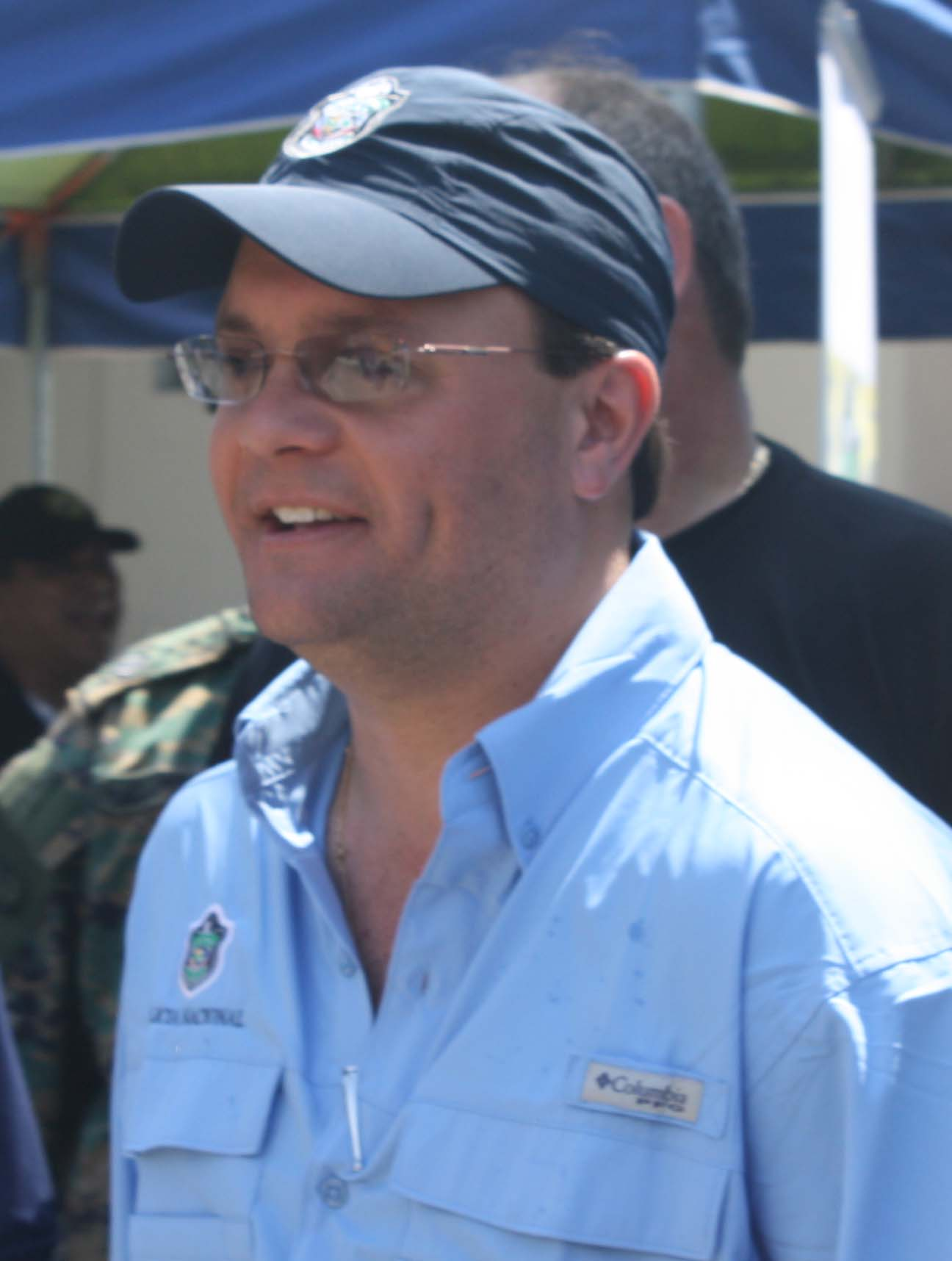
Ing. Julio A. Moltó A., director general de la Policía Nacional (2012-2014).

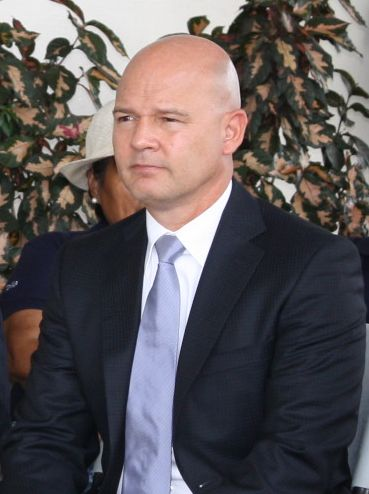
Gustavo Pérez, director general de la Policía Nacional (2009-2012).

En abril de 1991 se nombra a Gonzalo Menéndez Franco como director general de la institución, cargo que ejerció hasta septiembre de 1992, cuando fue reemplazado por Oswaldo Fernández.
En diciembre de 1995, el presidente Ernesto Pérez Balladares nombró a José Luis Sosa como director general de la Policía Nacional, quien desempeñó estas funciones hasta el 31 de agosto de 1999, fecha en que ocupó el despacho Carlos "Toti" Barés Weeden.
No fue hasta el año de 1997 que la Policía Nacional fue legalmente constituida mediante la promulgación de la Ley Orgánica N.º 18 del 3 de junio de 1997, subordinándola explícitamente al poder público legítimamente constituido.
El 1 de septiembre de 2004, el presidente Martín Torrijos Espino, designó a Gustavo Pérez como director general de la entidad, hasta el día 5 de septiembre de 2005, cuando fue remplazado por Rolando Mirones Jr.
En mayo del año 2008 y en medio de mucha controversia el Órgano Ejecutivo, presidido por el presidente de la República, nombra interinamente en la dirección de la Policía Nacional al comisionado Jaime Ruiz Hayes, quien fungía como subdirector. En noviembre de 2008, es remplazado por el comisionado Francisco Troya Aguirre. Fue durante estos periodos que la comandancia de Policía Nacional por primera vez estuvo a cargo de un oficial de carrera luego de la invasión de 1989, por lo que ciertos sectores de la población temían que fuera el inicio de un nuevo régimen militar. Cabe señalar que el Decreto ejecutivo 172 del 29 de julio de 1999, establece que el cargo como director general de la Policía Nacional debe ser ocupado por un componente civil designado por el presidente de la República.
El 2 de julio de 2009 el presidente de la República, Ricardo Martinelli Berrocal, nombra al licenciado Gustavo Pérez (hijo) como director general de la Policía Nacional.

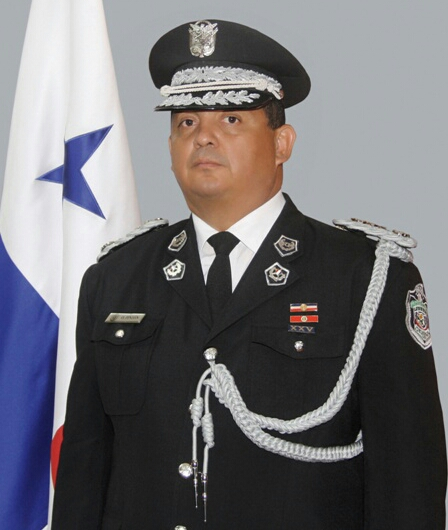
Comisionado Omar A. Pinzón M., director general de la Policía Nacional de Panamá de 2014 a 2018.

El 11 de marzo de 2012, luego de que Gustavo Pérez rechazara públicamente, ante los medios de comunicación, una propuesta del Ministerio de Seguridad Pública José Raúl Mulino, referente a la creación de un Tribunal Disciplinario conformado por personal no juramentado y ajeno a las filas de los estamentos de seguridad que componen la Fuerza Pública para juzgar a cuyos miembros infrinjan a los reglamentos disciplinarios internos de cada institución; el ministro José Raúl Mulino presentó su renuncia al cargo luego de que el Presidente de la República Ricardo Martinelli manifestara que dicha propuesta no procedería; por lo que a consecuencia de la renuncia del ministro inmediatamente realiza cambios en la estructura del Ministerio de Seguridad Pública y mediante un comunicado de prensa anuncia al licenciado Julio Moltó (exdirector del Consejo de Seguridad Pública y Defensa Nacional) como nuevo director general de la Policía Nacional quien, en un acto protocolar realizado el 16 de marzo de 2012, recibe el mando de la Policía Nacional en reemplazo de Gustavo Pérez, el cual pasaría al Consejo de Seguridad Pública y Defensa Nacional como Secretario Ejecutivo.
Luego de resultar presidente electo de la República de Panamá el ingeniero Juan Carlos Varela en las elecciones generales del 4 de mayo de 2014, cumpliendo su disposición de colocar un miembro uniformado de carrera para que dirija la institución policial, designa al comisionado Omar Pinzón como director general de la Policía Nacional a partir del 1 de julio de 2014, relevando al ingeniero Julio Moltó; ocupando el cargo hasta el 1 de junio de 2018 Posteriormente cumpliendo con la jubilación del comisionado Omar Pinzón, el Presidente de la República Juan Carlos Varela designa a Alonso Vega Pino como  Director general de la Policía Nacional y transfiriendo a Omar Pinzón como Viceministro de Seguridad Pública.
Luego de las Elecciones generales de 2019 resultando electo presidente de la República Laurentino Cortizo designa al comisionado Jorge Miranda como director general de la Policía Nacional de Panamá. En enero de 2021, Laurentino Cortizo Cohen, designó como nuevo director general de la Policía Nacional al comisionado Gabriel Isaías Medina Delgado en reemplazo de Jorge Miranda Molina, quien se acoge a su jubilación tras 30 años de servicios a la institución policial panameña.
El director de la policía de Panamá, Gabriel Medina Delgado fue destituido de su cargo en mayo de 2021, tras divulgarse un vídeo institucional donde agentes panameños dan su apoyo a sus colegas de Colombia, objeto de críticas por la represión de una ola de Protestas en la nación sudamericana; mediante un comunicado. La publicación de la grabación audiovisual provocó una fuerte polémica en Panamá debido a que la constitución del país prohíbe a la policía emitir cualquier tipo de apoyo a una causa política o a la situación de otro país.
Posteriormente, John  Omar Dornheim Castillo fue designado por el presidente de la República de Panamá, Laurentino Cortizo Cohen, nuevo director de la Policía Nacional. La designación se hizo durante una gira de trabajo del presidente Cortizo
Después de las Elecciones generales de Panamá de 2024 donde fue elegido José Raúl Mulino fue nombrado para el cargo el Ingeniero Industrial Jaime Fernández regresando un civil al mando de este estamento de seguridad pública, asumio el cargo el 5 de julio de 2024.

## Estructura orgánica

### Dirección General

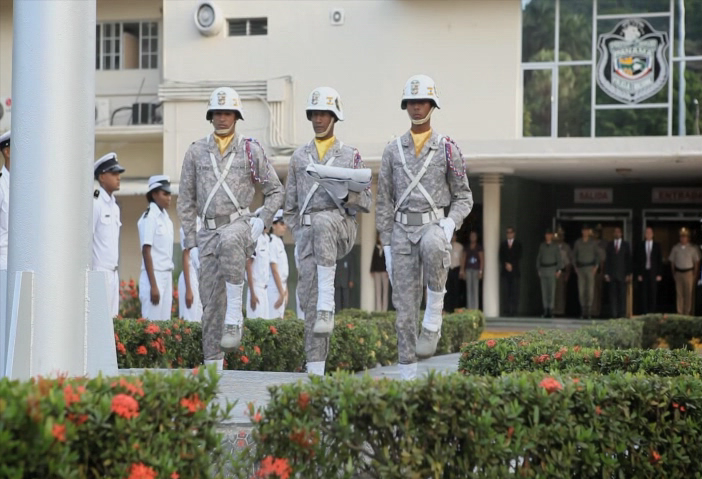
Ceremonia de izada de la bandera nacional en la sede principal de la Policía Nacional por unidades de Seguridad de Instalaciones de la Dirección General.

Es la más alta jerarquía dentro de la institución. Está compuesta por el director general y subdirector general conjuntamente con las direcciones, departamentos y oficinas de asesoramiento:
- Secretaría General: está a cargo de un oficial del nivel superior y sus funciones son las de coordinar las acciones relacionadas con la institución para facilitar la ejecución de las labores administrativas y operativas que desarrollan y ejecutan el director y subdirector.

- Asesoría Legal: está adscrita a la Dirección General, desde el 18 de octubre de 2004. Tiene como objetivo brindar asesoría y servicio en materia legal a la Dirección General así como a las unidades que requieran asistencia por razón de sus funciones, a la vez que se encarga de realizar estudios legales de los documentos y proyectos que emite la institución.

- Comunicación y Proyectos (Relaciones Públicas): tiene como función la coordinación de proyectos a través de las comunicaciones internas y externas para la proyección de la imagen corporativa de la institución.

- Inspectoría General: tiene como objetivo asegurar el cumplimiento de las leyes, reglamentos, directivas y órdenes que rigen la organización y sus funciones. Es una unidad de coordinación, según lo establece el Decreto Ejecutivo No 172 del 29 de julio de 1999.

- Junta Disciplinaria Superior: investiga las violaciones al Reglamento Disciplinario de la Policía Nacional. Fue creada mediante el Decreto Ejecutivo No 204, de 3 de septiembre de 1997, en su Capítulo IX, en el artículo 71. Corresponde al Órgano Ejecutivo, mediante decreto, regular la integración, duración, funcionamiento y procedimientos de esta junta.

- Auditoría Interna: tiene como funciones la fiscalización y el mejoramiento del proceso y sistemas administrativos financieros contables y operativos de la Policía Nacional, para promover un ambiente de control interno sólido, que garantice el uso adecuado de los recursos.

- Protocolo y Ceremonial: tiene como función asesorar, organizar y programar los actos sociales y oficiales de la Policía Nacional, tales como cambios de mando, ceremonias de graduación, exequias de personal de la institución y altos dignatarios, así como la entrega de gafetes, condecoraciones, pergaminos y placas a miembros y autoridades vinculadas a la Institución.

- Seguridad de Instalaciones de la Dirección General (S.I.D.G.) es la unidad encargada de la vigilancia y seguridad interna y perimétrica de la sede principal de la Policía Nacional ubicada en el corregimiento de Ancón.

### Direcciones

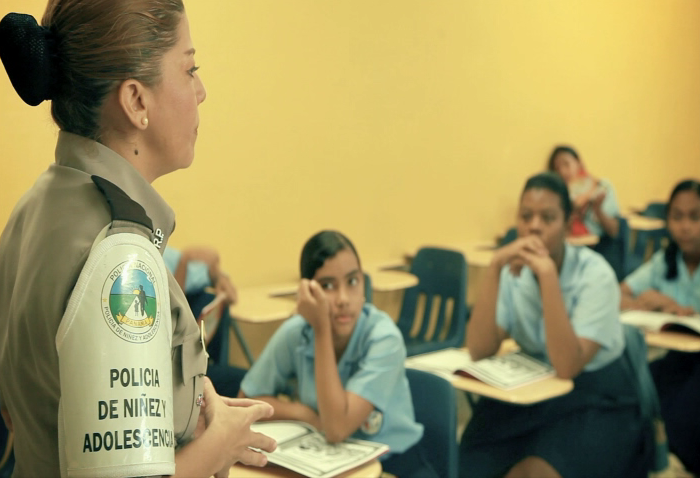
Componente de la Policía de Niñez y Adolescencia impartiendo charlas de prevención a estudiantes.

Unidad de Fuerzas Especiales Contraterrorismo (U.F.E.C) en entrenamiento

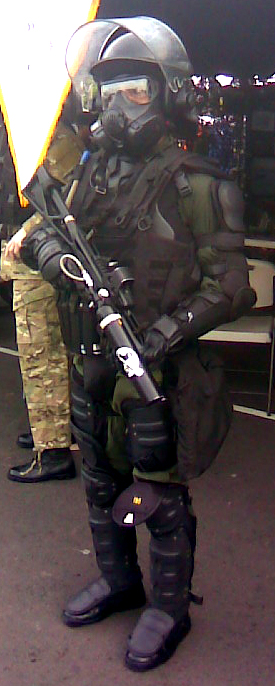
Efectivo policial de la Unidad de Control de Multitudes con equipo completo.

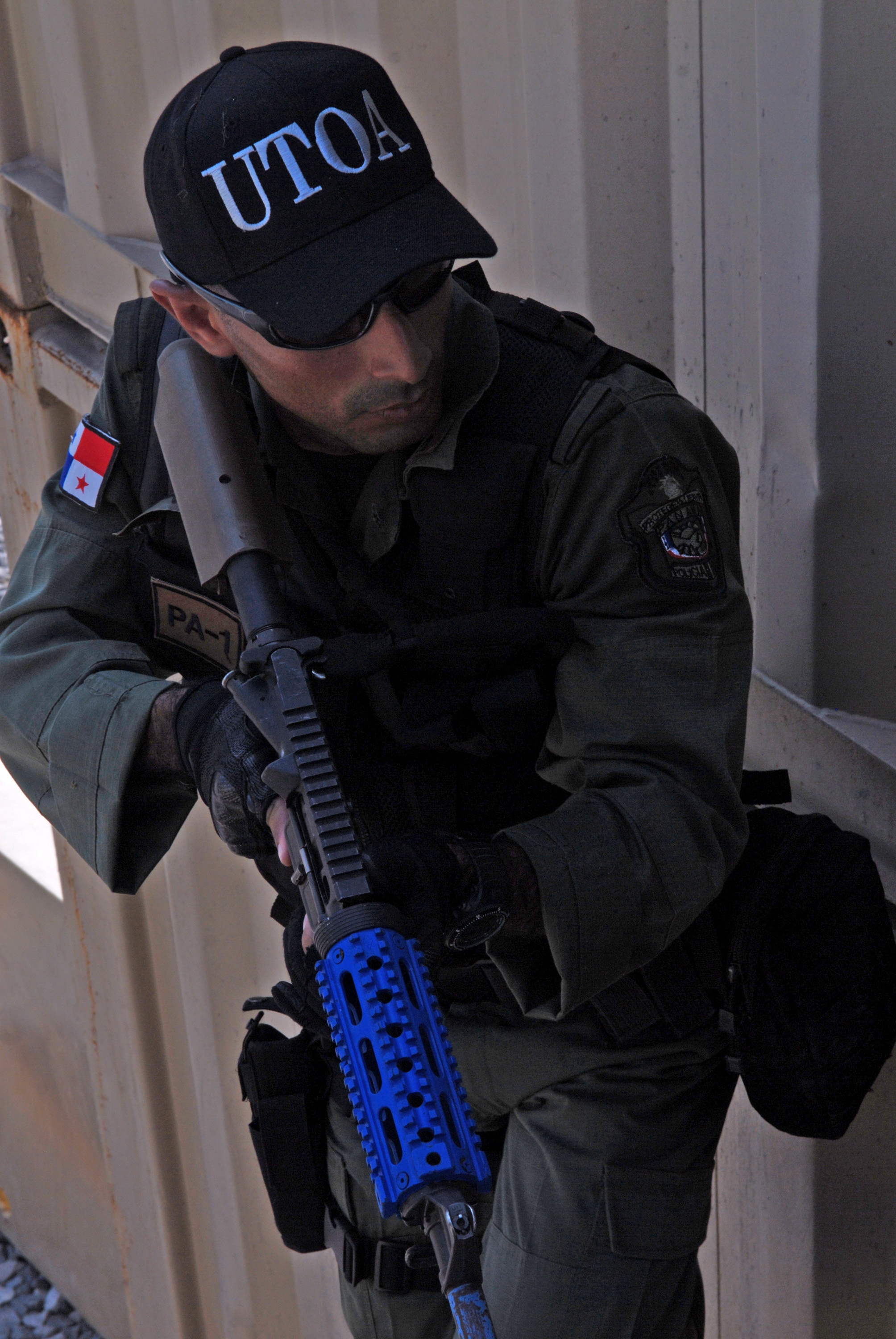
Miembro de la Unidad Tácticas de Operaciones Antidrogas (U.T.O.A) portando una M4A1

- Miembro de la Unidad Tácticas de Operaciones Antidrogas (U.T.O.A) portando una M4A1Dirección Nacional de Recursos Humanos
  - Departamento de Recursos Humanos
  - Departamento de Reclutamiento y Selección
  - Departamento de Evaluación y Clasificación
  - Departamento de Planilla
  - Departamento de Auditoría
- Dirección Nacional de Bienestar Policial y Familiar
  - Servicios Médicos
  - Departamento de Género e Igualdad de Oportunidades
  - Departamento de Trabajo Social
  - Departamento de Psicología
  - Deportes
  - Oficina contra la violencia Familiar
- Dirección Nacional de Telemática
- Dirección de Responsabilidad Profesional
- Dirección Nacional de Docencia
  - Instituto Superior Policial Presidente Belisario Porras (ISPOL)
  - Escuela de Oficiales de Policía Doctor Justo Arosemena Doctor Justo Arosemena (ESOPOL)
  - Centro de Capacitación y Especialización Policial General José Domingo Espinar (CECAESPOL)
- Dirección Nacional de Gestión de Proyectos
- Dirección Nacional de Administración y Finanzas
  - Departamento de Servicios Generales
- Dirección Nacional de Ingeniería e Infraestructura
- Dirección Nacional de Transporte y Mantenimiento (DITRAMAN)
- Dirección Nacional de Operaciones
  - Departamento de Planes y Operaciones
  - Departamento de Seguridad Ciudadana
    - Sección de Policía Cristiana

  - Departamento de Banda de Música
  - Fuerza Urbana de Rápida Intervención Alfa (FURIA o Fuerza ALFA)
  - Servicio Policial Motorizado "Linces"
    - Grupo de Acción Rápida (G.A.R)

  - Servicio de Policía de Turismo
  - Servicio de Policía de Niñez y Adolescencia
  - Servicio Policial de Seguridad Penitenciaria
  - Unidad Preventiva Comunitaria (U.P.C)
  - Unidad de Control de Multitudes (U.C.M)
  - Unidad de Policía del Metro (UPM)[18]
  - Seguridad de Instalaciones Estatales y Sedes Diplomáticas
  - Zonificación policial de Panamá
    - 1.ª. Zona Policial - Bocas del Toro
    - 2.ª. Zona Policial - Coclé
    - 3.ª. Zona Policial - Colón
    - 4.ª. Zona Policial - Chiriquí
    - 5.ª. Zona Policial - Panamá Este
    - 6.ª. Zona Policial - Herrera
    - 7.ª. Zona Policial - Los Santos
    - 8.ª. Zona Policial - Oeste (1.ª Región de Policía)
    - 9.ª. Zona Policial - Veraguas
    - 10.ª. Zona Policial - Panamá Oeste
    - 11.ª. Zona Policial - San Miguelito ( 2.ª Región de Policía )
    - 12.ª. Zona Policial - Canal
    - 13.ª. Zona Policial - Arraiján
    - 14.ª. Zona Policial - Norte (2.ª Región de Policía)
    - 15.ª. Zona Policial - Don Bosco (1.ª Región de Policía)
    - 16.ª. Zona Policial - Pacora (1.ª Región de Policía)
    - 17.ª. Zona Policial - Rufina Alfaro (2.ª Región de Policía)
    - 18.ª. Zona Policial - Comarcal
    - 19.ª. Zona Policial - Chame - Capira - San Carlos
    - 20.ª. Zona Policial - Chilibre
    - 21.ª Zona Policial de San Francisco (Betania, Parque Lefevre, Condado del Rey y Costa del Este)
- Dirección Nacional de Operaciones de Tránsito (D.N.O.T.)
  - Departamento de Operaciones de Tránsito (D.O.T.)
  - Servicio de Investigación de Accidentes de Tránsito (S.I.A.T.)
- Dirección Nacional de Fuerzas Especiales
  - Unidad de Fuerzas Especiales Contraterrorismo (U.F.E.C)
  - Unidad Táctica de Operaciones Antidrogas (U.T.O.A)
  - Unidad Técnica en Explosivos (U.T.E)
  - Unidad Canina (U.C.A.N)
- Dirección Nacional de Inteligencia Policial (D.N.I.P)
  - Departamento de Seguridad de Aeropuertos
  - Departamento de Análisis
  - Departamento de Operaciones
  - Departamento de Inteligencia
  - Departamento de Contrainteligencia
- Dirección Nacional de Investigación Judicial (D.N.I.J)
  - Departamento de Operaciones
  - Departamento de Investigación Criminal
  - Departamento de Servicio de Apoyo
  - Departamento de Recursos
  - Oficina Central Nacional de Interpol
- Dirección Nacional de Armamento (D.N.A)
- Dirección Nacional Antidroga (D.N.A.D)
- Dirección Nacional de la Policía Ambiental, Rural y Ecológica

## Recursos logísticos

### Transporte
La Policía Nacional de Panamá cuenta con una flota vehicular constituida por automóviles, motocicletas, lanchas rápidas y vehículos especiales según las necesidades del servicio o tipo de terreno. Principalmente utilizan vehículos tipo pick-up a los cuales se les es adaptado un techo y paredes metálicas que cubren el vagón en el cual pueden trasladar detenidos y/o efectivos policiales. También son utilizados vehículos tipo sedán los cuales generalmente son utilizados por los encargados de los distintos destacamentos para efectuar recorridos de supervisión de personal. También se incorporaron vehículos deportivos a su flota por la necesidad de efectuar persecuciones a alta velocidad, así como motocicletas tipo enduro y scooter para recorridos en la ciudad y en sectores residenciales o comerciales respectivamente. En las áreas de interés turístico es común observar efectivos policiales ciclistas. La bicicleta un medio de transporte económico, no contamina el ambiente y brinda un efecto ornamental y relajante en los ciudadanos.

#### Terrestre
| - Ford Explorer - Ford Ranger - Ford Super Duty - Ford F-150 - Ford Fusion - Toyota Hilux - Toyota Hiace - Toyota Land Cruiser Prado | - Toyota Coaster - Toyota Corolla - Nissan Frontier - Hummer H2 - Mitsubishi Montero Sport - Toyota 4Runner - Toyota Fortuner - Hyundai Universe Space |

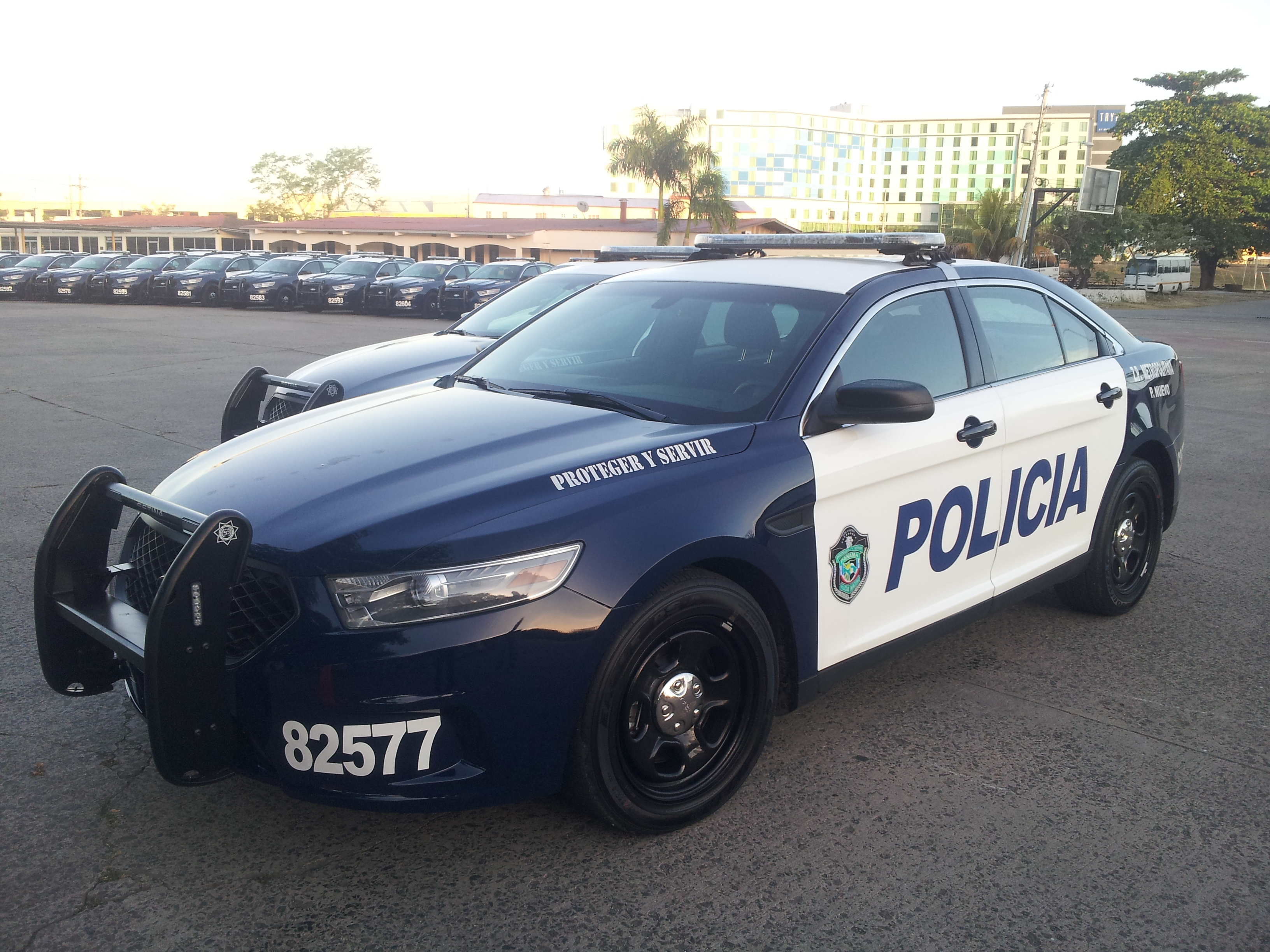
Vehículo Policial Ford Taurus Police Interceptor
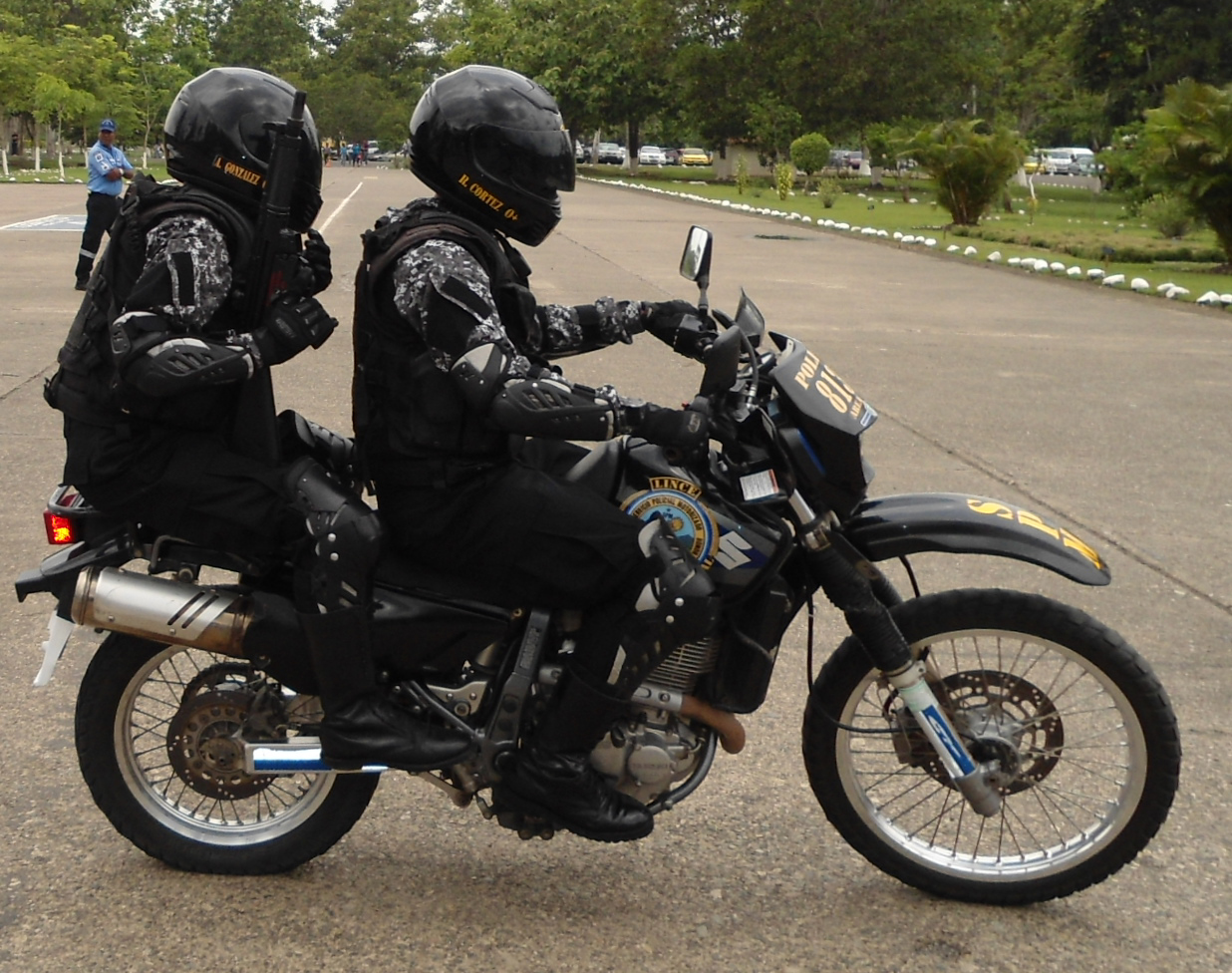
Servicio Policial Motorizado "Linces".
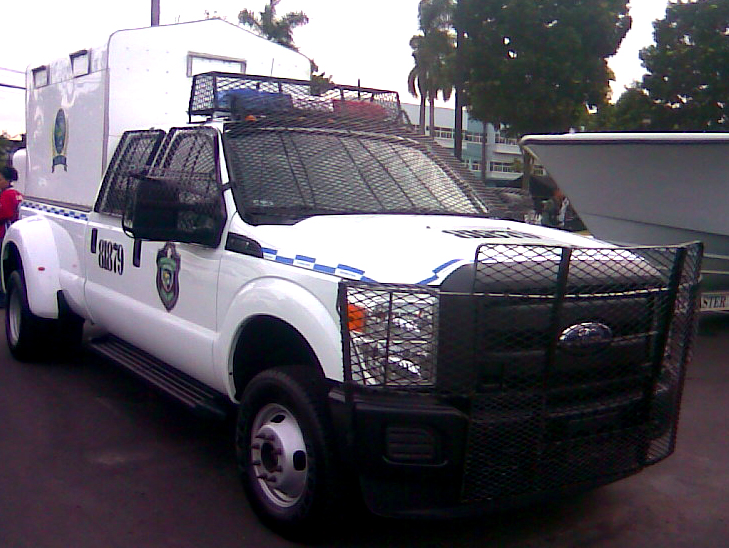
Vehículo Especial Antidisturbios
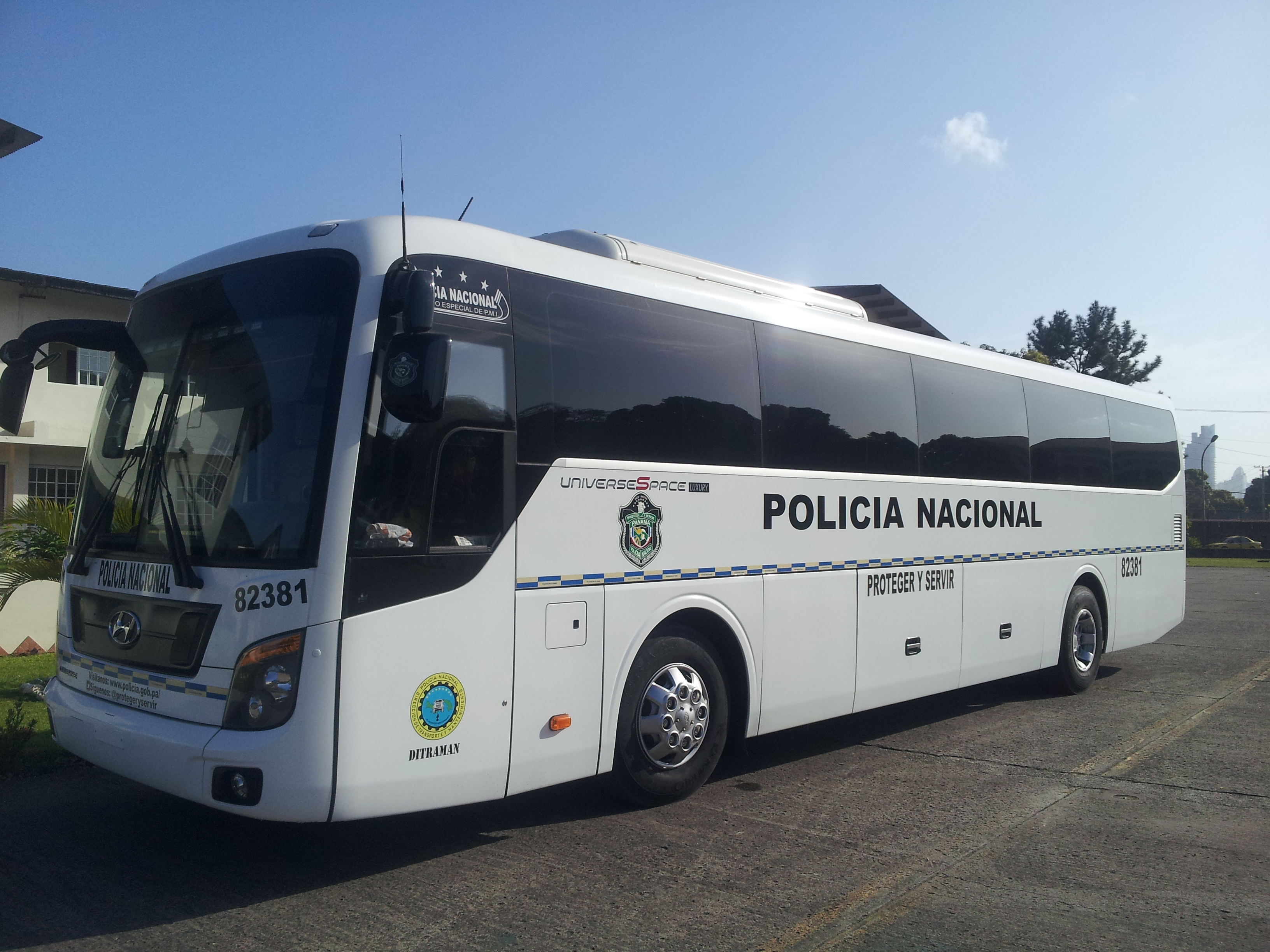
Autobús de la Policía Nacional de Panamá

### Armamento

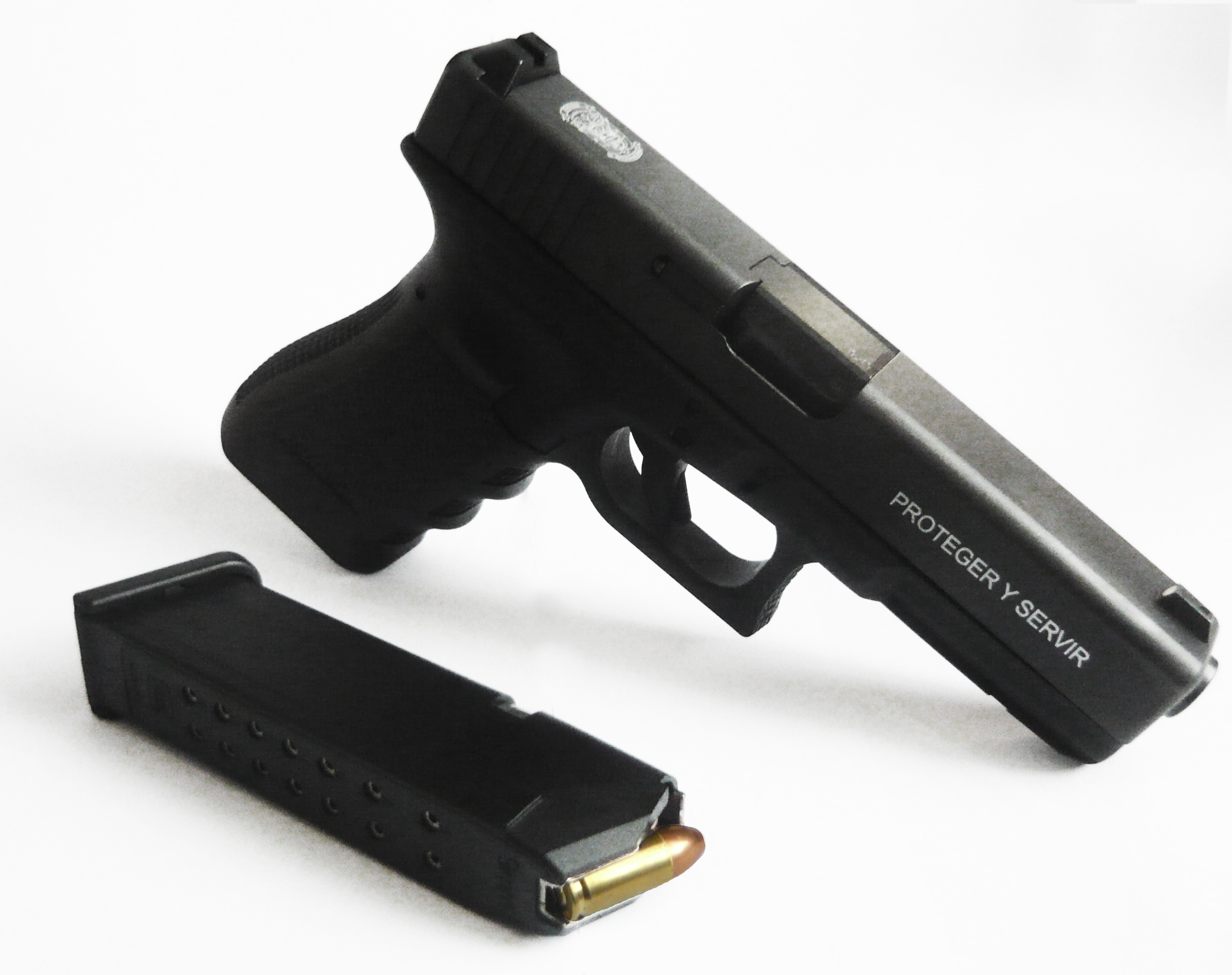
Pistola Glock 17 de la Policía Nacional de Panamá.

El arma de reglamento de un miembro de la Policía Nacional de Panamá es la pistola Glock 17 semiautomáticas 9 mm. Anterior al año 2012, solo a nivel de oficiales se utilizaban pistola semiautomáticas; el resto de las unidades utilizaban revólveres Smith & Wesson, calibre .38.
Pistolas
- Glock 17 pistolas semiautomáticas Austria 9x19mm

Subfusiles
- TDI Vector subfusil Estados Unidos .45 ACP
- HK MP5 subfusil Alemania 9x19mm

Fusiles de asalto
- Carabina M4 y M4A1 carabina Estados Unidos 5,56 x 45 OTAN
- Fusil M16A2 y A4 fusil de asalto Estados Unidos 5,56 × 45 OTAN
- T65 fusil de asalto República de China 5,56 x 45 OTAN

Escopetas

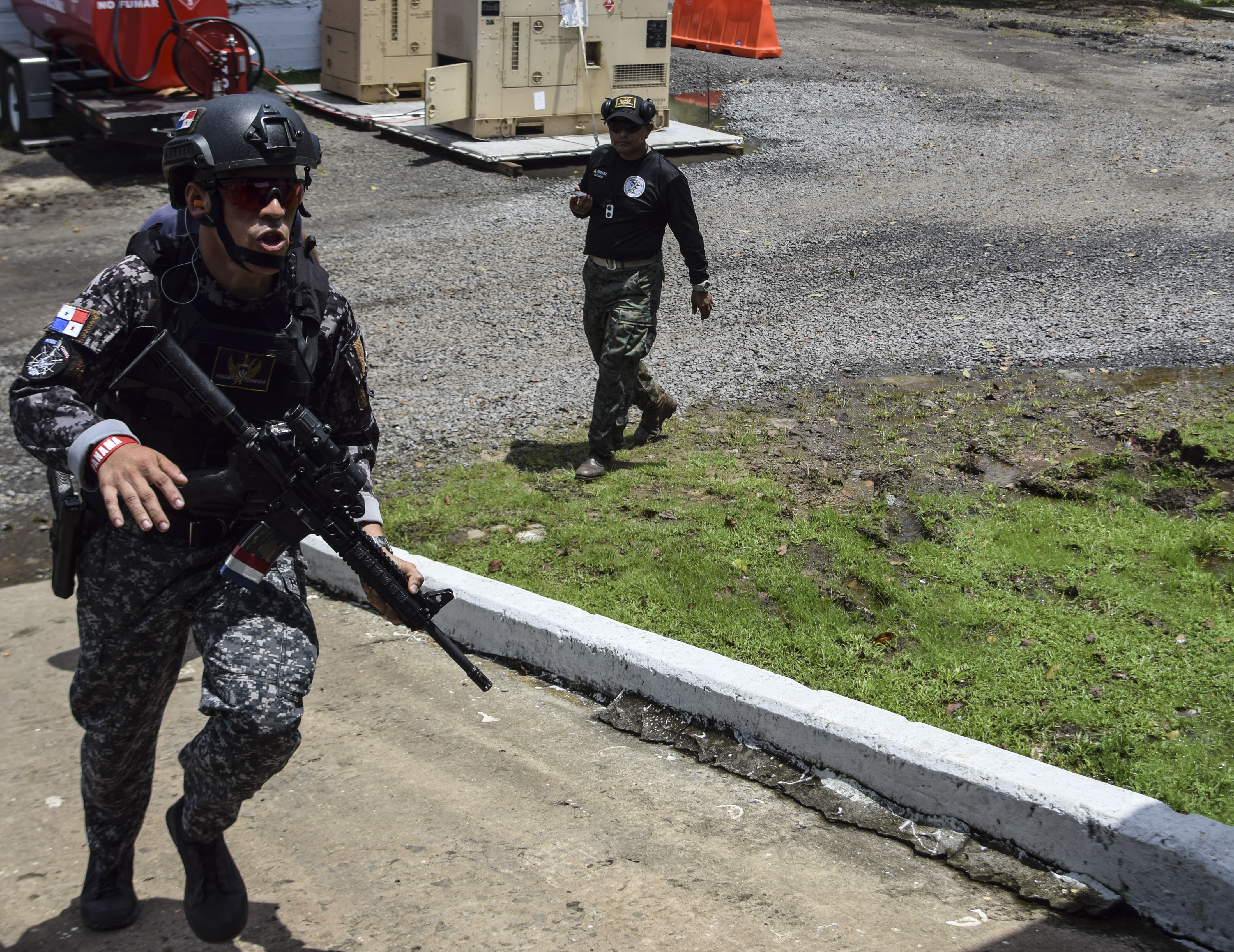
Unidad de la (U.F.E.C) portando una M4A1 en Fuerzas Comando 2018.

- Remington 870 escopeta Estados Unidos
- Ithaca 37 escopeta Estados Unidos

Fusiles de Francotirador
- Fusil M40A5 fusil de francotirador Estados Unidos 7,62 x 51 OTAN

## Grados

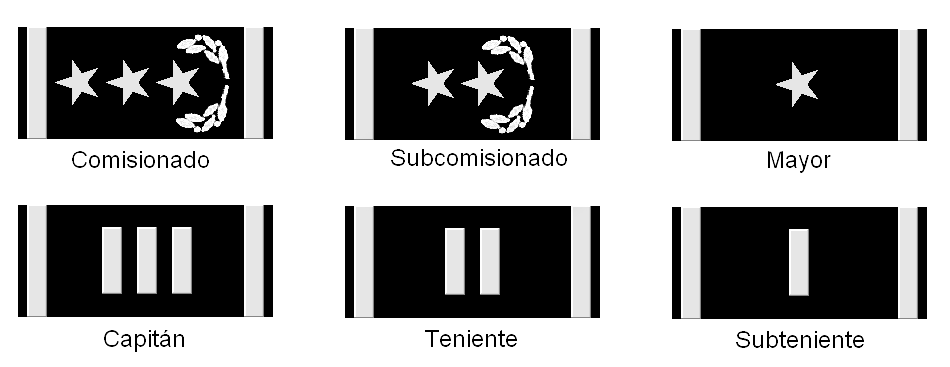
Rangos o grados de oficialidad.

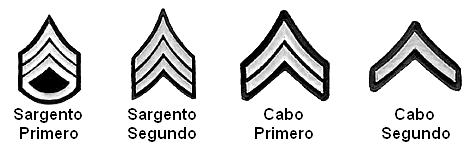
Rangos o grados de clases.

Los grados o rangos en la Policía Nacional de Panamá son reglamentados y establecidos con el decreto ejecutivo N.º 172 del 3 de septiembre de 1997; en el cual en una de sus secciones se establece el escalafón de mando dentro de la institución.
- Cada unidad tiene derecho a aplicar para el grado superior inmediato cada cuatro años, siempre y cuando cumpla con los requisitos exigidos por la Dirección de Docencia de la Policía Nacional como lo son: buena conducta, realizar todas las pruebas de acondicionamiento físico anuales, buen desempeño de sus obligaciones diarias. De contar con todas éstas al miembro de la Policía Nacional se le entregará un temario con aspectos referentes a la carrera policial, acordes con el grado o rango al que aspira la unidad policial, el cual deberá desarrollar para posteriormente presentar un examen escrito.
- Las unidades policiales egresadas de la Escuela de Oficiales de Policía Doctor Justo Arosemena, ingresan a la institución con el grado de subteniente y con una licenciatura en Administración Pública Policial otorgada por la Universidad de Panamá; a diferencia de los egresados del Instituto Superior Policial Presidente Belisario Porras que ingresan con el grado de agentes y con un Técnico en Seguridad Nacional de la Universidad de Panamá.
- Para los clases y agentes existen programas de becas en escuelas de formación militar y policial en el extranjero, una vez graduados, al regresar a las filas lo hacen con el grado de subtenientes.
- El tiempo total de servicio de un miembro de la Policía Nacional de Panamá es de treinta años (30 años), excepto los que ingresaron antes de 1990, el de éstos es de veinticinco años (25 años).

Oficiales
Dirección
- Comisionado Mayor
- Subcomisionado Mayor

Oficiales superiores
- Comisionado
- Subcomisionado
- Mayor

Oficiales subalternos
- Capitán
- Teniente
- Subteniente

Clases
- Sargento Primero
- Sargento Segundo
- Cabo Primero
- Cabo Segundo

Básicos
- Agente

## Identidad institucional

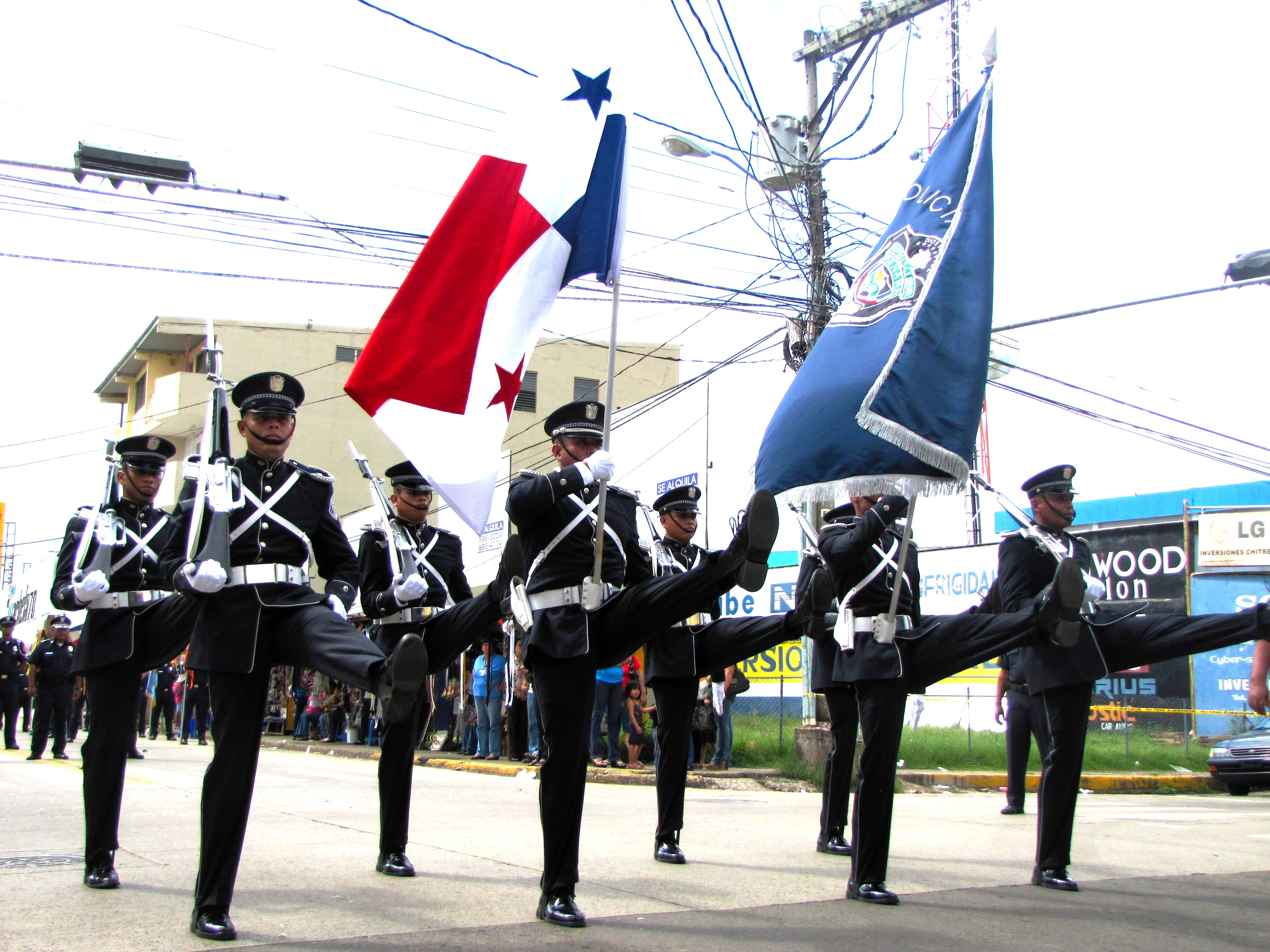
Escolta Oficial de Bandera de la Policía Nacional de Panamá durante un desfile cívico en Ciudad de Panamá.

### Escudo
La Policía Nacional de Panamá cuenta con un escudo conformado por un mapa de la República de Panamá con banderas a los lados cubierto por un águila arpía (ave nacional) en la parte superior, coronado con diez estrellas que simbolizan las diez provincias en que está dividida la República de Panamá y se puede leer el lema "Proteger y Servir"; todo sobre un fondo negro. La bandera está conformada por el escudo de la Policía Nacional sobre un fondo azul oscuro; así como también están las insignias de cada destacamento y uniformes para cada ocasión.

### Bandera
El Escudo de la Policía Nacional descansa sobre el color azul navy y sobre este las letras en mayúscula y color gris POLICÍA NACIONAL.

### Uniformes
1. Uniforme Regular: a partir del 4 de noviembre de 2010 la Policía Nacional de Panamá reemplazó el uniforme color beige por el de color azul Navy (camisa y pantalón),[21] suéter blanco debajo de la camisa, Quepis del mismo color que el uniforme con ornamentos color plateado para oficiales, clases y agentes; zapatos negros. Las insignias de grados van en las mangas de la camisa para los clases y sobre los hombros para los oficiales, ambas de color blanco sobre fondo negro. Normalmente utilizado para prestar servicio en horas diurnas en zonas urbanas, así como también por el personal administrativo y/o para eventos semi formales dentro o fuera de las instalaciones de la institución.
2. De fatiga o faena: pantalón y camisa color azul navy; con suéter gris debajo de la camisa, gorra en tela dril color azul navy, botas en cuero negras, insignias oscuras. Las insignias de grados van adheridas a la camisa en medio del pecho. Generalmente es utilizado para prestar servicio en jornadas nocturnas o en áreas de difícil acceso. Antes del año 2014 este uniforme era color verde oliva, el cual aún se utiliza ocasionalmente para trabajos más especializados como Unidades Antidisturbios o Cadetes.[22]
3. Uniforme de Gala No.1: se utiliza con el mismo pantalón del uniforme regular, camisa blanca con corbata negra y saco del mismo color que el pantalón, Quepis del mismo color que el pantalón, ornamentos color plateado para oficiales, clases y agentes; zapatos negros. Las insignias de grados van en las mangas de la camisa para los clases y sobre los hombros para los oficiales. Su uso es exclusivo para eventos protocolares o especiales dentro o fuera del país, así como también por la Banda de Música de la Policía Nacional.

## Acción policial
La Policía Nacional además de ser un ente preventivo, trabaja para erradicar a los delincuentes comunes y a los grandes grupos delictivos dedicados al narcotráfico, blanqueo de capital, tráfico ilícito de armas, entre otros. Realiza labores de vigilancia comunitaria en sectores residenciales y comerciales para lograr una integración de la ciudadanía y así ésta colabore brindando información de primera mano sobre los problemas de cada comunidad, fomentando una cultura de convivencia pacífica entre todos los ciudadanos nacionales o extranjeros.

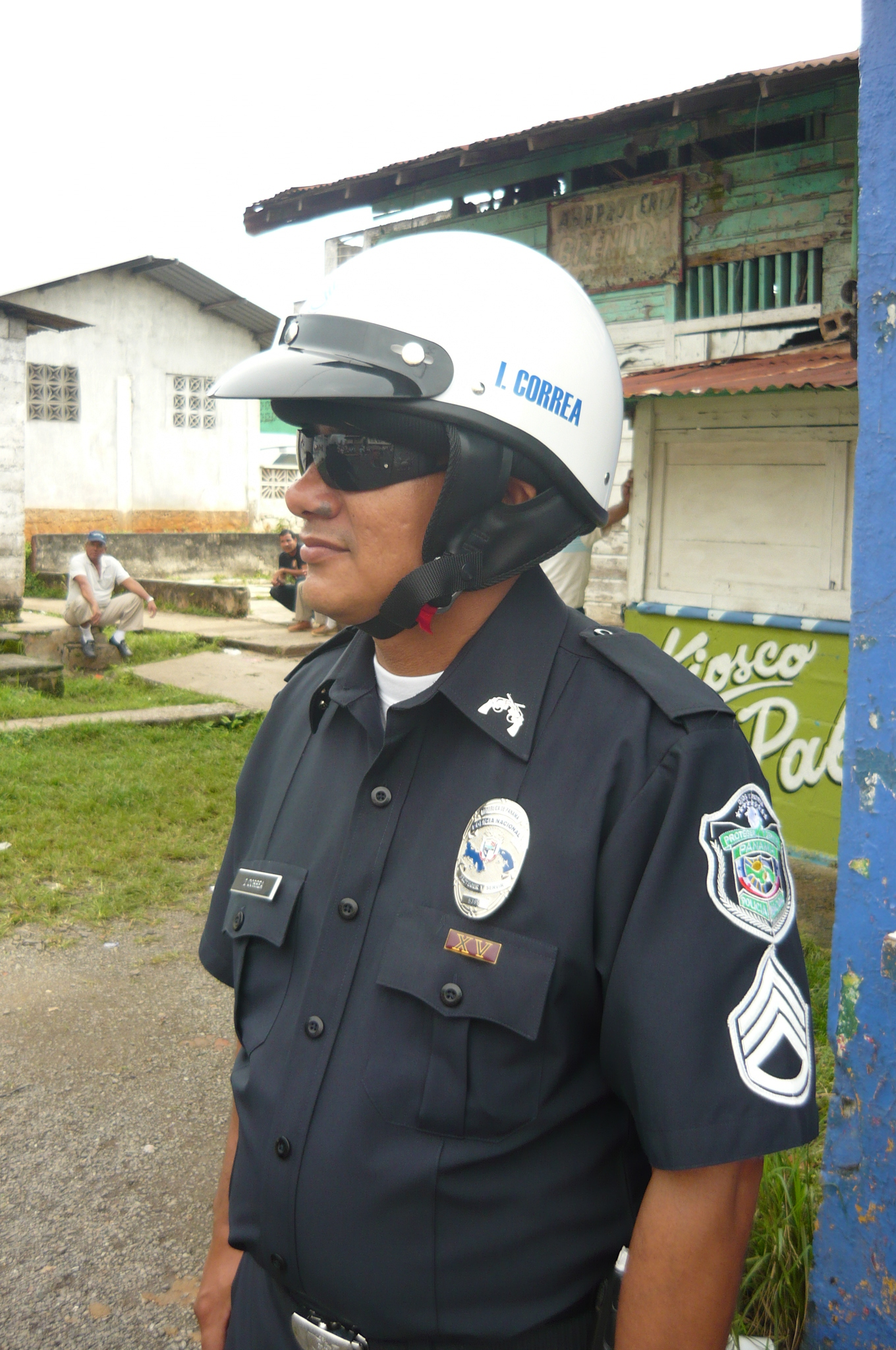
Miembro de la policía comunitaria.
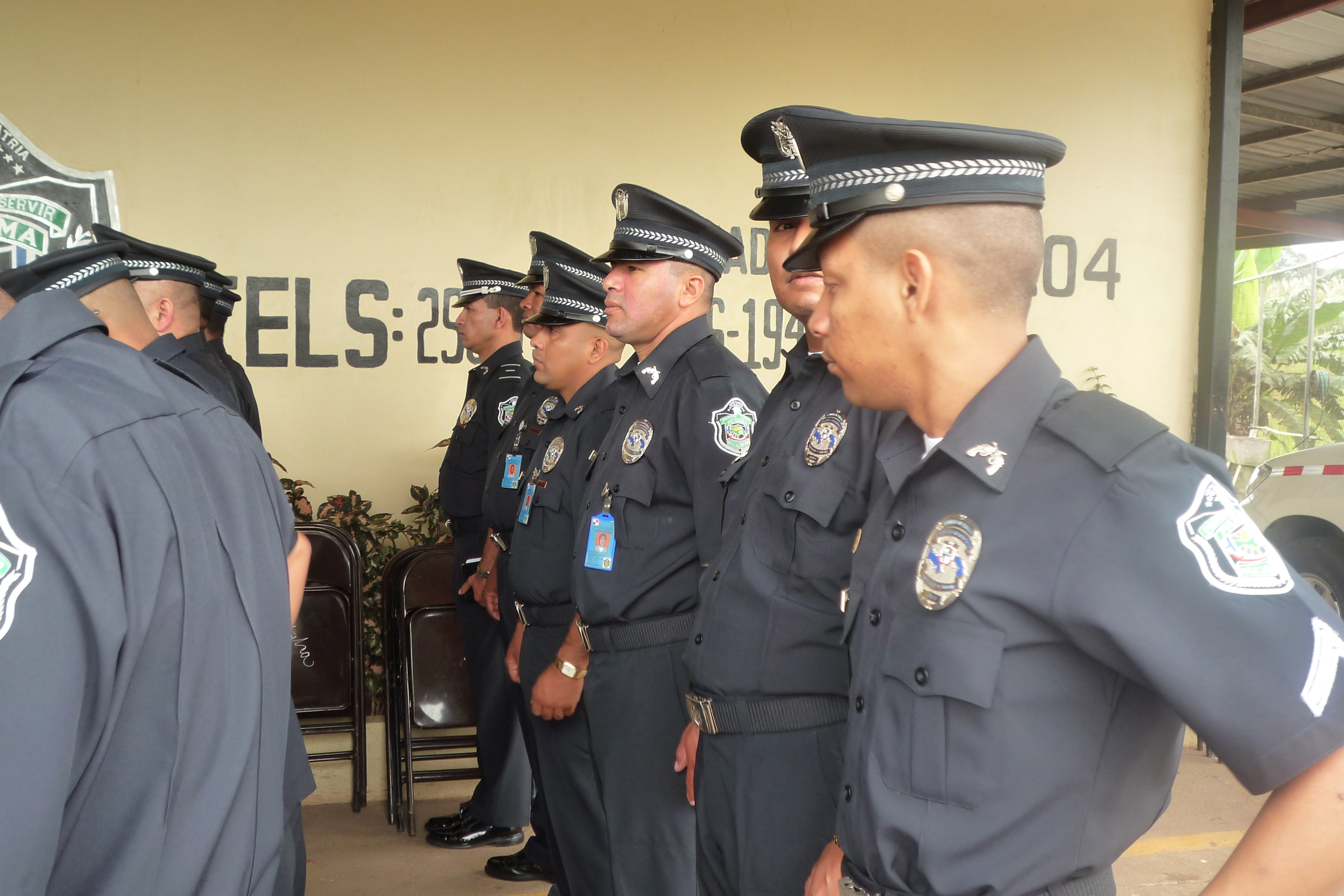
Unidades de policía en formación.
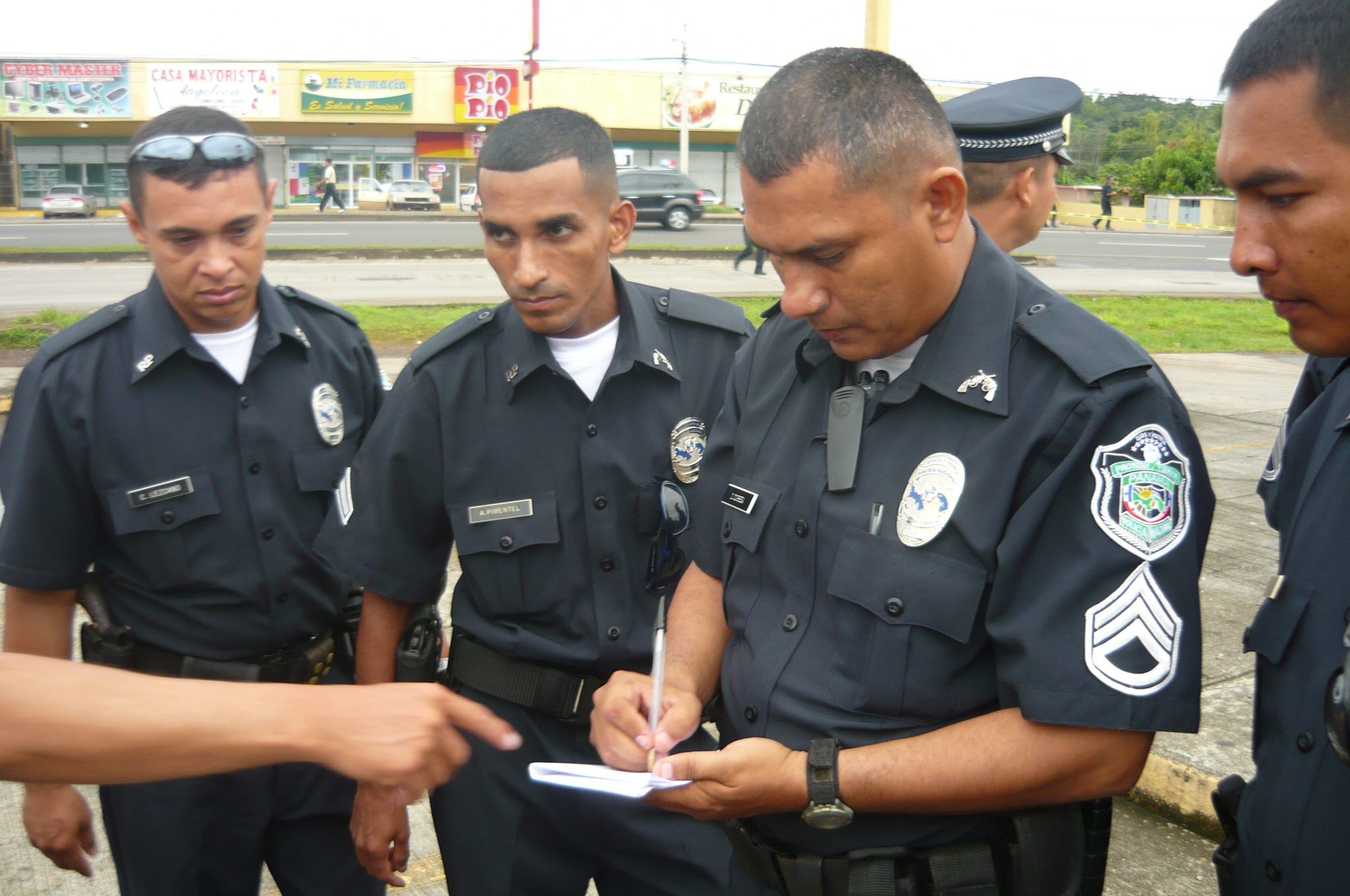
Sargento de la Policía Nacional de Panamá dando instrucciones.
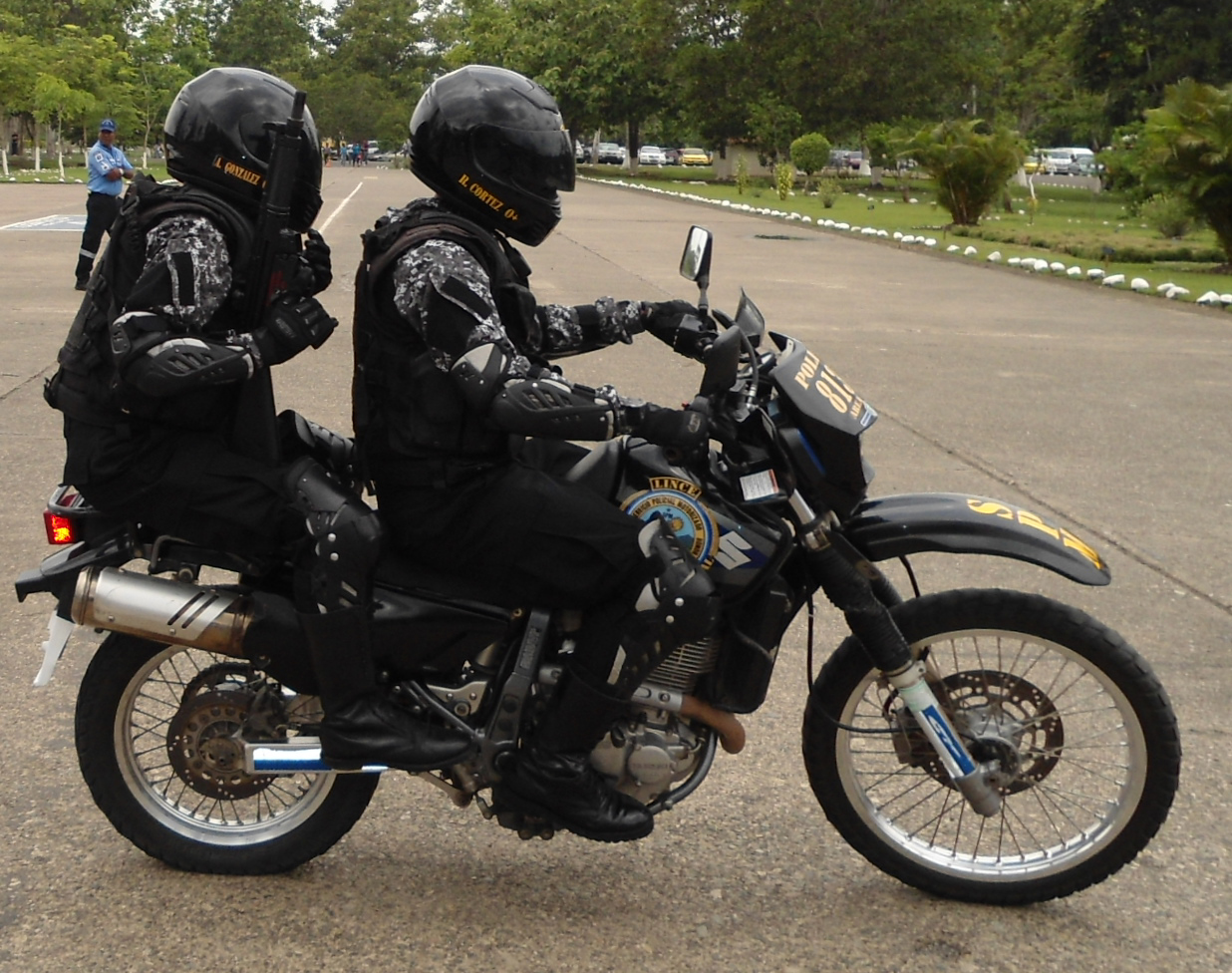
Servicio Policial Motorizado "Linces".